# Lillers
Lillers (prononcé [lilɛʁ]) est une commune française située dans le département du Pas-de-Calais en région Hauts-de-France. Ses habitants sont appelés les Lillerois. La commune est membre de la communauté d'agglomération de Béthune-Bruay, Artois-Lys Romane.
La commune de Lillers (nom porté depuis 1793), traversée par la Nave, est située dans l'est du département du Pas-de-Calais à 11 km, à vol d'oiseau, au nord-ouest de la commune de Béthune. C’est une commune de type ceinture urbaine, appartenant à l’unité urbaine de Béthune, avec une population de 10 200 habitants au dernier recensement de 2022.
Sur le territoire communal se trouve quatre monuments qui figurent à l'inventaire des monuments historiques : la chapelle de la Miséricorde, la maison sise au 44 place Roger-Salengro, la maison dite de l'Argentier, qui sont inscrits et de l'église collégiale Saint-Omer qui est classée.
Tous les ans y est organisé un grand prix cycliste : le Grand Prix de Lillers-Souvenir Bruno Comini.

## Géographie

### Localisation
Localisée dans l'est du département du Pas-de-Calais, Lillers est une commune traversée par la Nave et située, à vol d'oiseau, à 11 km au nord-ouest de la commune de Béthune (chef-lieu d'arrondissement).
Le territoire de la commune est limitrophe de ceux de onze communes.
Les communes limitrophes sont Allouagne, Ames, Bourecq, Burbure, Busnes, Ecquedecques, Ferfay, Gonnehem, Ham-en-Artois, Lespesses et Lières.

### Géologie et relief
La superficie de la commune est de 26,9 km2 ; son altitude varie de 18  à   88 m.
La commune est située à proximité des collines de l'Artois et de la vallée de la Lys, au bord de la plaine de Flandres. La couche géologique superficielle est récente (Éocène inférieur/Paléocène au Quaternaire). L'altitude varie de 18  à   88 m, le centre se situant à environ 25 m d'altitude.

### Hydrographie
Le territoire de la commune est situé dans le bassin Artois-Picardie.
Le réseau hydrographique est complexe. Le ruisseau d'Hurionville coule à l'ouest, un réseau de fossés au nord, et des bassins de décantation ont été aménagés à l'est.
La commune est traversée par neuf cours d'eau :
- la Nave, un cours d'eau naturel non navigable de 21,88 km, qui prend sa source dans la commune de Fontaine-lès-Hermans et se jette dans La Clarence au niveau de la commune de Robecq[5] ;
- le courant de Burbure, cours d'eau naturel de 13 km, qui prend sa source dans la commune de Floringhem et se jette dans l'Eclème au niveau de la commune de Busnes[6],[7].
- le grand marais, cours d'eau naturel de 7,54 km, qui prend sa source dans la commune où il y termine sa course[8] ;
- la rivière de Busnes, cours d'eau naturel de 13 km, qui prend sa source dans la commune et se jette dans la Lys, au niveau de la commune de Haverskerque[9] ;
- le ruisseau la Busnettes, cours d'eau naturel de 8,34 km, qui prend sa source dans la commune d'Allouagne et se jette dans le Grand Nocq au niveau de la commune de Gonnehem[10] ;
- le Manqueville, d'une longueur de 1,71 km[11] ;
- le ruisseau des écussons, cours d'eau naturel de 1 km, qui prend sa source dans la commune et se jette également dans la commune dans la rivière de Busnes[12] ;
- un cours d'eau au toponyme hydrographique inconnu, d'une longueur de 24,99 km[13] ;

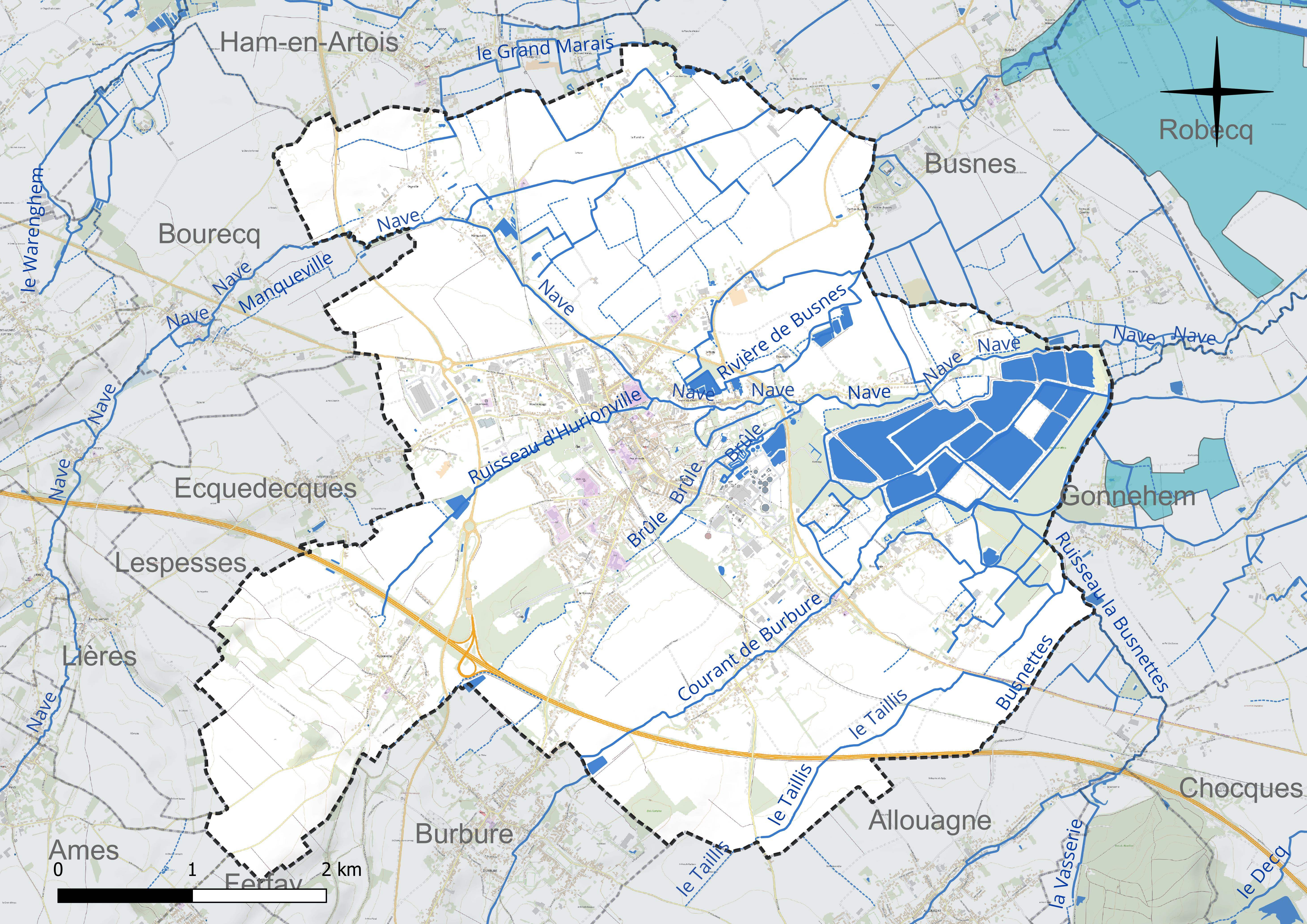
Réseau hydrographique de Lillers.

- un cours d'eau au toponyme hydrographique inconnu, d'une longueur de 1,73 km[14].

### Climat
Pour des articles plus généraux, voir Climat des Hauts-de-France et Climat du Pas-de-Calais.
En 2010, le climat de la commune est de type climat océanique dégradé des plaines du Centre et du Nord, selon une étude du CNRS s'appuyant sur une série de données couvrant la période 1971-2000. En 2020, Météo-France publie une typologie des climats de la France métropolitaine dans laquelle la commune est exposée à un climat océanique et est dans la région climatique Côtes de la Manche orientale, caractérisée par un faible ensoleillement (1 550 h/an) ; forte humidité de l’air (plus de 20 h/jour avec humidité relative > 80 % en hiver), vents forts fréquents.
Pour la période 1971-2000, la température annuelle moyenne est de 10,4 °C, avec une amplitude thermique annuelle de 14,1 °C. Le cumul annuel moyen de précipitations est de 747 mm, avec 12,5 jours de précipitations en janvier et 9,4 jours en juillet. Pour la période 1991-2020, la température moyenne annuelle observée sur la station météorologique installée sur la commune est de 11,1 °C et le cumul annuel moyen de précipitations est de 731,5 mm,. Pour l'avenir, les paramètres climatiques de la commune estimés pour 2050 selon différents scénarios d'émission de gaz à effet de serre sont consultables sur un site dédié publié par Météo-France en novembre 2022.
| Mois                                  | jan.           | fév.           | mars           | avril         | mai         | juin          | jui.        | août          | sep.          | oct.          | nov.          | déc.           | année      |
| ------------------------------------- | -------------- | -------------- | -------------- | ------------- | ----------- | ------------- | ----------- | ------------- | ------------- | ------------- | ------------- | -------------- | ---------- |
| Température minimale moyenne (°C)     | 2,2            | 1,8            | 3,1            | 4,8           | 8,1         | 11            | 12,8        | 12,9          | 10,3          | 8,3           | 5,4           | 2,9            | 7          |
| Température moyenne (°C)              | 4,7            | 4,8            | 7,2            | 10,2          | 13,1        | 16,1          | 18,2        | 18,2          | 15,5          | 12,1          | 8,2           | 5,4            | 11,1       |
| Température maximale moyenne (°C)     | 7,2            | 7,8            | 11,3           | 15,7          | 18,2        | 21,3          | 23,6        | 23,4          | 20,7          | 15,9          | 11            | 7,8            | 15,3       |
| Record de froid (°C) date du record   | −14,5 25.01.13 | −16,3 04.02.12 | −10,3 13.03.13 | −5,4 08.04.03 | −1 14.05.10 | 1,9 01.06.11  | 4 03.07.11  | 5,4 31.08.11  | 0,6 30.09.18  | −4,5 28.10.03 | −5,3 30.11.16 | −11,3 18.12.10 | −16,3 2012 |
| Record de chaleur (°C) date du record | 15,9 01.01.22  | 18,8 24.02.21  | 24,8 31.03.21  | 27,3 20.04.18 | 32 27.05.05 | 34,1 29.06.19 | 41 25.07.19 | 37,5 06.08.03 | 34,3 09.09.23 | 29 01.10.11   | 20,7 07.11.15 | 16,5 30.12.22  | 41 2019    |
| Précipitations (mm)                   | 60,2           | 51,3           | 46,5           | 44,1          | 57,5        | 60            | 65,4        | 69,6          | 59,6          | 67,3          | 73,6          | 76,4           | 731,5      |

### Milieux naturels et biodiversité

#### Espace protégé et géré
La protection réglementaire est le mode d’intervention le plus fort pour préserver des espaces naturels remarquables et leur biodiversité associée.
Dans ce cadre, le territoire de la commune fait partie d'un espace protégé : la prairie d'Hurionville d’une superficie de 7,063 ha. Terrain géré (location, convention de gestion) par le Conservatoire d'espaces naturels des Hauts-de-France.

#### Zone naturelle d'intérêt écologique, faunistique et floristique
L’inventaire des zones naturelles d'intérêt écologique, faunistique et floristique (ZNIEFF) a pour objectif de réaliser une couverture des zones les plus intéressantes sur le plan écologique, essentiellement dans la perspective d’améliorer la connaissance du patrimoine naturel national et de fournir aux différents décideurs un outil d’aide à la prise en compte de l’environnement dans l’aménagement du territoire.
Le territoire communal comprend une ZNIEFF de type 1 : le bois de Busnettes et bassins de Lillers, d’une superficie de 272 ha et d'une altitude variant de 20  à   28 mètres. Elle est constituée d'un marais traversé par la rivière de la Nave et le ruisseau des Busnettes, et composée en grande partie de milieux fortement anthropisés avec de vastes bassins de décantation et des peupleraies.

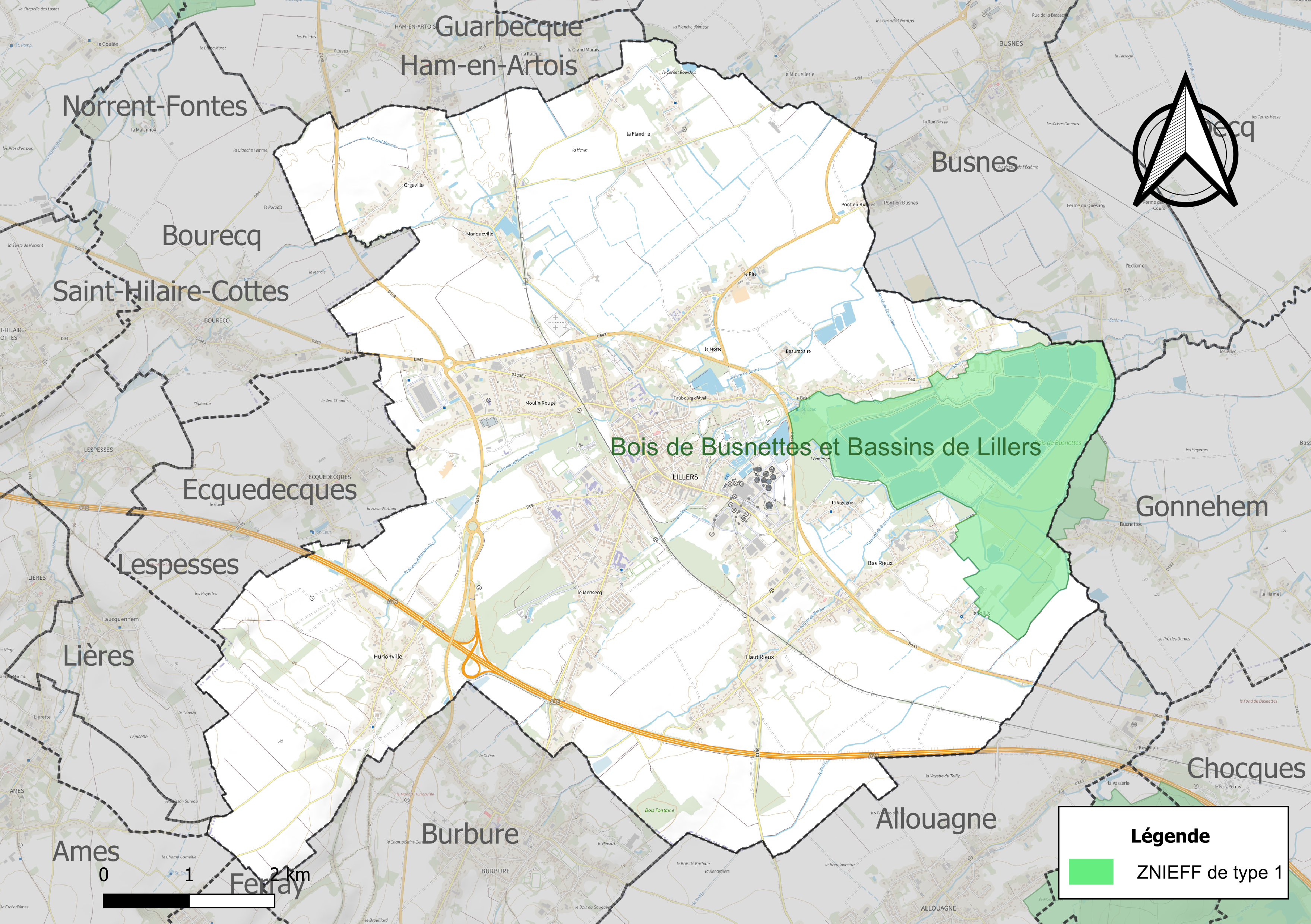
Carte de la ZNIEFF sur la commune.

#### Site géologique
Le territoire de la commune se situe sur le site géologique artésianisme dans la région de Lillers. Le site se compose d'une ancienne cressonnière reconvertie pour l’élevage  d'écrevisses, d'une ancienne cressonnière dont l'activité s'est complètement arrêtée et d'une ancienne cressonnière réhabilitée pour la culture « bio » du cresson.

#### Espèces faunistiques et floristiques
L’Inventaire national du patrimoine naturel (INPN) recense plusieurs espèces faunistiques et floristiques sur le territoire de la commune dont certaines sont protégées et d’autres menacées et quasi-menacées.

## Urbanisme

### Typologie
Au 1er janvier 2024, Lillers est catégorisée ceinture urbaine, selon la nouvelle grille communale de densité à sept niveaux définie par l'Insee en 2022.
Elle appartient à l'unité urbaine de Béthune, une agglomération inter-départementale regroupant 94  communes, dont elle est une commune de la banlieue,,. Par ailleurs la commune fait partie de l'aire d'attraction d'Auchel - Lillers, dont elle est une commune du pôle principal,. Cette aire, qui regroupe 29 communes, est catégorisée dans les aires de 50 000 à moins de 200 000 habitants,.

### Occupation des sols
L'occupation des sols de la commune, telle qu'elle ressort de la base de données européenne d’occupation biophysique des sols Corine Land Cover (CLC), est marquée par l'importance des territoires agricoles (70 % en 2018), en diminution par rapport à 1990 (76,4 %). La répartition détaillée en 2018 est la suivante : 
terres arables (60,9 %), zones urbanisées (15,2 %), eaux continentales (5,3 %), prairies (5 %), forêts (4,6 %), zones agricoles hétérogènes (4,2 %), zones industrielles ou commerciales et réseaux de communication (3 %), espaces verts artificialisés, non agricoles (1,9 %). L'évolution de l’occupation des sols de la commune et de ses infrastructures peut être observée sur les différentes représentations cartographiques du territoire : la carte de Cassini (XVIIIe siècle), la carte d'état-major (1820-1866) et les cartes ou photos aériennes de l'IGN pour la période actuelle (1950 à aujourd'hui).

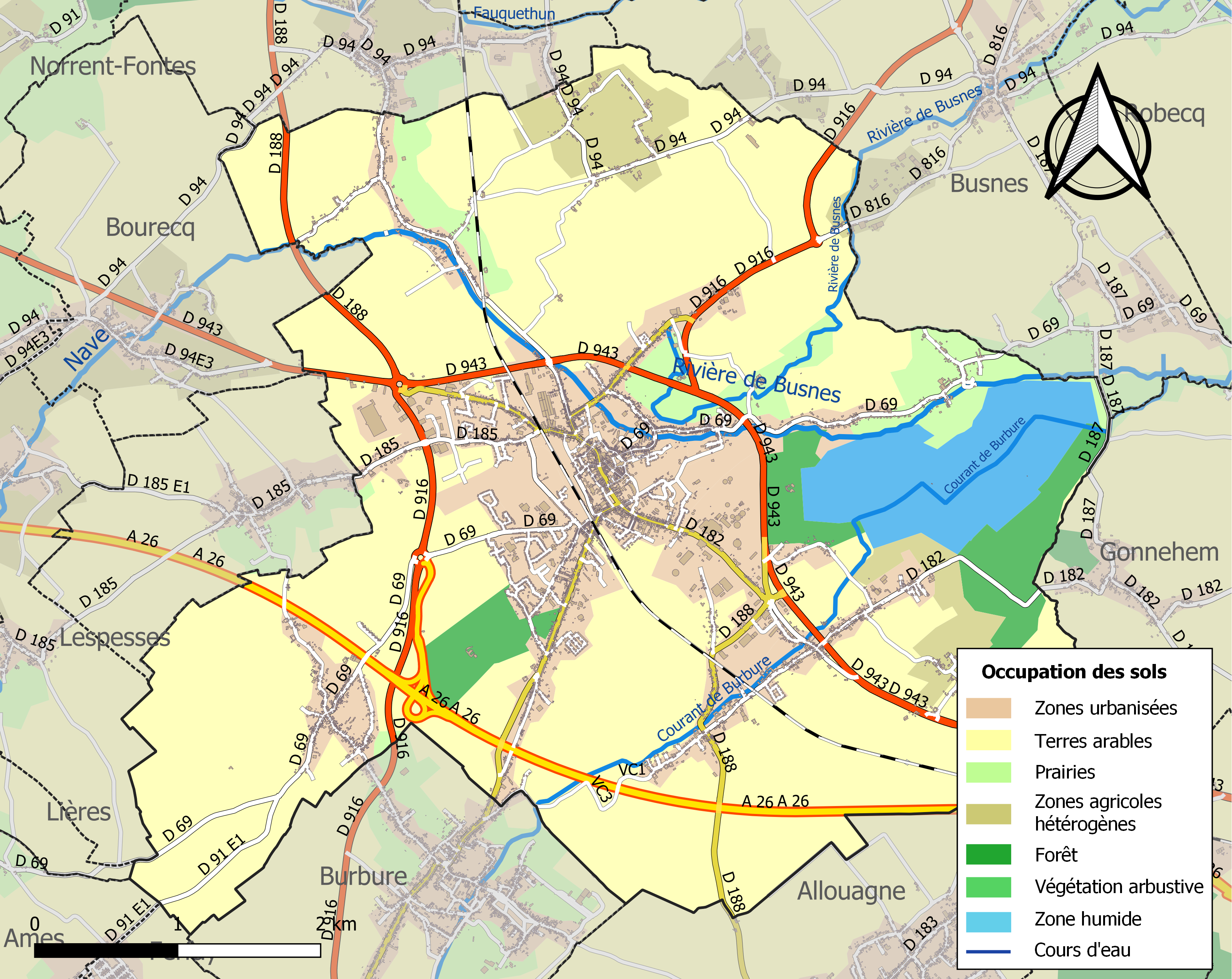
Carte des infrastructures et de l'occupation des sols de la commune en 2018 (CLC).

### Lieux-dits, hameaux et écarts
La commune de Lillers comporte plusieurs hameaux : Cantraine, Hurionville (le plus important), la Flandrie, Manqueville, Orgeville et Rieux.

### Logement
En 2021, le nombre total de logements dans la commune était de 4 938, alors qu'il était de 4 760 en 2015 et de 4 556 en 2010
, soit une progression du nombre total de logements de 8,4 % depuis 2010.
Parmi ces 4 938 logements, 88,8 % étaient des résidences principales, (soit 4 386 logements), 0,4 % des résidences secondaires et 10,8 % des logements vacants. Ces logements étaient pour 81,8 % d'entre eux des maisons individuelles et pour 17,7 % des appartements.
Sur les 4 386 résidences principales, 54,0 % sont occupées par des propriétaires,  44,7 % par des locataires et 1,3 % par des personnes logées gratuitement.
Le tableau ci-dessous présente la typologie des logements à Lillers en 2021 en comparaison avec celle du Pas-de-Calais et de la France entière. Une caractéristique marquante du parc de logements est ainsi la faible proportion des résidences secondaires et logements occasionnels (0,4 %) par rapport au département (6,5 %) et à la France entière (9,7 %) ainsi que d'une proportion de logements vacants (10,8 %) supérieure à celle du département (7,3 %) et de la France entière (8,1 %).
| Typologie                                               | Lillers | Pas-de-Calais | France entière |
| ------------------------------------------------------- | ------- | ------------- | -------------- |
| Résidences principales (en %)                           | 88,8    | 86,1          | 82,2           |
| Résidences secondaires et logements occasionnels (en %) | 0,4     | 6,5           | 9,7            |
| Logements vacants (en %)                                | 10,8    | 7,3           | 8,1            |

### Voies de communication et transports
À la croisée des D 916 et D 943, Lillers est à une douzaine de kilomètres de la sous-préfecture de Béthune, une trentaine de kilomètres de la préfecture d'Arras, environ 70 km de Calais, sur la Côte d'Opale, et environ 50 km de Lille, capitale de la région Nord-Pas-de-Calais. Elle est desservie par l'échangeur no 5 (225 km de Paris) de l'autoroute Calais-Dijon, autoroute A26 (autoroute des Anglais via Béthune, Arras, Liévin), ainsi que par une gare, située sur la ligne SNCF Paris-Dunkerque.

### Risques naturels et technologiques

#### Risque sismique
Le risque sismique est faible sur l'ensemble du territoire communal (zone 2 sur 5 du zonage mis en place en mai 2011), comme dans la majorité du Pas-de-Calais.

#### Risque inondation
À la suite du passage des tempêtes Ciarán, Domingos et Elisa et des inondations et coulées de boue qui se sont produites, la commune est reconnue, par arrêté du 14 novembre 2023, en état de catastrophe naturelle pour inondations et coulées de boue sur la période du 2 au 12 novembre 2023, comme 179 autres communes du département.

## Toponymie
Le nom de la localité est attesté sous les formes Lilirs (1114) ; Lilerium (1145) ; Lilleirs (1147) ; Lileirum (1156) ; Lilirium (1160) ; Lillerium (1186) ; Lileriæ (1192) ; Lilers (1193) ; Liliers (1199) ; Lylers (1209) ; Lyleriæ (1210) ; Lilleræ (1239) ; Lilleriæ (1243) ; Lileirs (1278) ; Lillers (1310) ; Lislers (1333) ; Lyllers (1404) ; Lilleres (1517) ; Lillers en 1793 et depuis 1801.
D'un nom de personne germanique Leodo, suivi du germanique laar « clairière » : Lelers (1066), Lilar (1065-78), Lillers (1110).
Lillaar en flamand.

## Histoire

### Moyen Âge
L'histoire de Lillers débute vers l'an 700, avec un prince d'Irlande qui se serait rendu en pèlerinage à Rome en compagnie de son frère. Venant de Boulogne-sur-Mer et Thérouanne, saint Lugle et saint Luglien auraient été assassinés par des brigands non loin de Ferfay, dans la vallée de la Scyrendale. Enterrés par un serviteur, les deux corps auraient été « miraculeusement » transportés par les eaux d'un orage à Hurionville près du château de l'évêque de Thérouanne qui leur donna une sépulture.
Non loin de là, se trouvait dans la forêt une île au milieu des marécages. C'est là qu'ils auraient construit une chapelle et leurs habitations autour : c'est ainsi que serait né Lillers.
Plus tard, ce village fut protégé par un château-fort puis par des remparts entourés de profonds fossés remplis d'eau.
En 1093, Enguerrand, seigneur de Lillers a autour de lui plusieurs « hommes », (vassaux faisant partie de sa cour), dont le sire de Rely.
Le 14 avril 1127, Gautier de Lillers, présent à Saint-Omer lorsque le comte de Flandre Guillaume Cliton confirme les lois et coutumes de la ville, jure d'observer celles-ci.
En 1139-1140, Gilbert de Bergues, époux d'Emma de Lillers, est seigneur de Lillers. Lui succède Hervé, seigneur de Lillers en 1140-53.
Après avoir été possédée par les comtes de Flandre, Lillers, qui avait été fortifiée contre les Normands fut apportée en dot, en 1179 au roi Philippe Auguste.
En 1193, la seigneurie de Lillers appartient à Robert Ier de Wavrin, sénéchal de Flandre, qui affranchit des serfs avec la permission de sa femme, de son frère Hellin et de trois de ses sœurs.
En 1237, le roi Saint Louis donne l'Artois en apanage comme comté à son frère qui sera connu sous le nom de Robert d'Artois.
En 1303, la ville de Lillers fut brûlée, pillée par les Flamands. Vers 1340, le roi d'Angleterre prétendit avoir droit au trône de France et ce fut le début de la guerre de Cent Ans marquée par deux célèbres batailles, celle de Crécy en 1346 et celle d'Azincourt, en 1415, où Robert V de Wavrin, seigneur de Lillers, trouva la mort parmi la cavalerie de la noblesse française.

### Époque moderne
Vers 1525, le seigneur de Lillers est Jean de Herzelles; il épouse cette année 1525, Jeanne ou Anne de Bailleul, de la famille des seigneurs de Le Doulieu.
En 1542, les Français brûlèrent à leur tour Lillers. Il ne resta plus cette fois, que deux ou trois maisons et, en 1545, les habitants vivaient encore sous des tentes ou dans les huttes.
Après une période de paix, la guerre de Trente Ans, sous Louis XIII et Richelieu, dévasta encore la région.
En 1637, la ville fut prise par le maréchal de la Ferté, pour les Espagnols. En 1639, elle fut reprise par le maréchal de la Meilleraye pour redevenir française. Elle fut encore conquise par le Cardinal-Infant d'Espagne en 1640, puis par les  Français. En 1641, elle appartint de nouveau aux Espagnols.
En 1645, Lillers fut enlevée par les Français, commandés par le duc de Guise. En 1657, Turenne prit Saint-Venant. En 1659, fut conclu le traité des Pyrénées qui donna l'Artois à la France, sauf Saint-Omer et Aire. En 1710, la région fut le théâtre de la guerre de Succession d'Espagne. En 1710, Lillers fut prise par les Espagnols. Les troupes britanniques, allemandes et néerlandaises ravagèrent le pays. Le 10 octobre 1711, le maréchal de Montesquiou rasa une redoute que les alliés venaient de bâtir. Puis, Marlborough vint établir son quartier général à Lillers d'où il fut délogé le 10 décembre par le marquis de Goesbriand à la tête des troupes françaises. Le traité d'Utrecht mit fin à la guerre en 1713. Lillers était définitivement française.
En avril 1694, par lettres données à Versailles, Maximilien François de Carnin, baron de Lillers, Nédonchel, Gomiécourt, premier gentilhomme du pays d'Artois, député de la noblesse aux États d'Artois, bénéficie du titre de marquis pour sa terre de Nédonchel, érigée en marquisat donc, terre très considérable, relevant du roi (de France) à cause du château de Desvres en Boulonnais, ayant toute la justice seigneuriale.

#### Fief de Mazinghem
À côté de la seigneurie principale de Lillers, on trouve également le fief de Mazinghem.. Vers 1550, Wallerand Obert est seigneur de Mazinghem à Lillers, Gaudiempré, Grévillers, Villers. Fils de Guillaume, seigneur de Cauroy et de Charlotte de la Vacquerie, il naît à Beaurains, devient bourgeois d'Arras le 29 octobre 1556, conseiller au conseil provincial d'Artois, déclaré noble par lettres de Philippe II, confirmées par deux sentences rendues au conseil d'Artois les 18 août 1585 et 24 mars 1589. Il fait son testament à Arras le 7 septembre 1611 et meurt le 5 décembre 1613. Il épouse le 4 mars 1556 Marie Le Prévost, d'une famille d'Arras. Devenu veuf, il prend pour femme le 16 novembre 1595 Gertrude de Bernemicourt, fille de Claude, seigneur de Fouquières, laquelle se marie ensuite avec Florent de Belvalet, écuyer. Elle meurt le 1er avril 1636, est inhumée dans la cathédrale Notre-Dame-en-Cité d'Arras.
Louis Obert (   -1645), fils de Wallerand, écuyer, est seigneur de Mazinghem, Gaudiempré. Iicencié es lois. Il devient bourgeois d'Arras le 14 mai 1594, est créé procureur général d'Artois, fait chevalier, par lettres données à Madrid le 10 mars 1636, il doit cette élévation au fait de s'être équipé à ses propres frais pour participer aux guerres de son roi : participation au siège de Cambrai, au siège d'Amiens, capturé par les Français. Louis Obert meurt en 1645. Il épouse par contrat passé à Béthune le 15 octobre 1597  Marie Le François, fille de Jean, écuyer, bailli de Cassel et de Françoise de Le Flie. Marie le François meurt le 24 août 1637.
Alexandre Obert, écuyer, est seigneur de Burbure, Mazinghem . Fils de Louis, Alexandre prend pour femme par contrat passé à Lille le 23 mai 1627, Marie de Landas, fille de Louis, seigneur de Wannehain, et de Jeanne de Cambry. L'épouse meurt en 1666.
Marie-Alexandrine Obert (   -1688), fille d'Alexandre, est dame de Mazinghem après son père. Morte le 19 février 1688, elle a épousé à Lille le 6 février 1647 Philippe-François d'Ennetières, écuyer, seigneur des Mottes. Fils de Jacques, chevalier, seigneur d'Harlebois, La Berlière, trésorier général des domaines et finances, fait baron de la Berlière, et de Marie de Baudequin il est baptisé à Lille le 8 juillet 1626, devient auditeur en la chambre des comptes de Lille le 13 décembre 1643, bénéficie le 16 novembre 1644 de lettres de chevalerie données à Madrid, puis il passe maître ordinaire en la même chambre des comptes le 20 mars 1646, trésorier général des domaines et finances aux Pays-Bas le 23 avril 1650. Créé marquis des Mottes par lettres données à Madrid le 16 septembre 1680, il se fait religieux dans l'ordre du Carmel lorsqu'il devient veuf. Il meurt à Bruxelles le 10 avril 1697, à 70 ans. Philippe-François et son épouse sont inhumés dans la Cathédrale Saints-Michel-et-Gudule de Bruxelles.

### Époque contemporaine
Le 4 juin 1911, un incendie frappe l'hôtel de ville de Lillers.
La commune est décorée de la croix de guerre 1914-1918 par décret du 25 septembre 1920, distinction également attribuée à 276 autres communes du Pas-de-Calais.
Le 18 juin 1911, inauguration de l'usine de coordonnerie du Magasin de Gros des Coopératives par Jaurès, avec Renaudel (L'Humanité), Dubreuilh, secrétaire du parti socialiste (SFIO), Lauche, député de Paris, Briquet, député du Pas-de-Calais, Cordier (syndicat des mineurs), Tellier (directeur de l'usine). Discours, vin d'honneur et meeting le soir devant 5 à 6 000 personnes le soir selon Jean Longuet, rédacteur à L'Humanité (19 juin 1911).

## Politique et administration

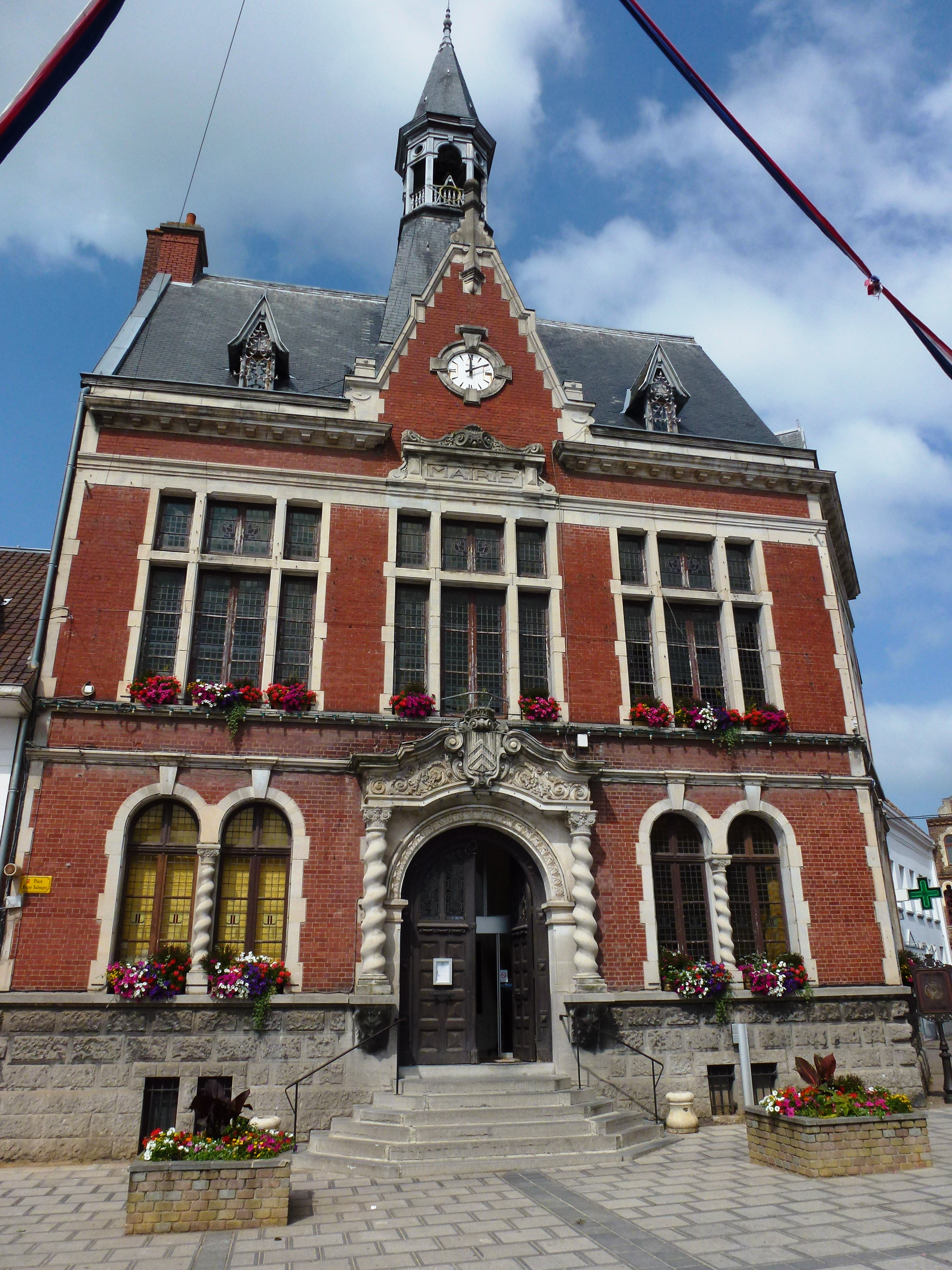
La mairie.

### Découpage territorial
La commune se trouve dans l'arrondissement de Béthune du département du Pas-de-Calais.

#### Commune et intercommunalités
La commune souhaite quitter la CAL pour adhérer le 1er janvier 2017 à la communauté d'agglomération de l'Artois (Artois Comm.), estimant que son rôle de commune centre n'est pas suffisamment pris en compte par la CAL. Celle-ci, essentiellement rurale, devrait fusionner avec la communauté de communes Artois-Flandres.
Depuis le 1er janvier 2017, la commune est membre de la communauté d'agglomération de Béthune-Bruay, Artois-Lys Romane qui regroupe 100 communes et compte 275 327 habitants en 2021.

#### Circonscriptions administratives
Lillers est historiquement le bureau centralisateur du canton de Lillers, qui s'est étendu de 9 à 22 communes dans le cadre du redécoupage cantonal de 2014 en France.

#### Circonscriptions électorales
Pour l'élection des députés, la commune fait partie de la neuvième circonscription du Pas-de-Calais.

### Élections municipales et communautaires

#### Élections municipales 2020
- Maire sortant : Pascal Barois (PCF)
- 29 sièges à pourvoir au conseil municipal (population légale 2017 : 9 931 habitants)
- 4 sièges à pourvoir au conseil communautaire (CA de Béthune-Bruay, Artois-Lys Romane)

| Tête de liste            | Tête de liste            | Liste                    | Premier tour | Premier tour | Second tour | Second tour | Sièges | Sièges |
| Tête de liste            | Tête de liste            | Liste                    | Voix         | %            | Voix        | %           | CM     | CC     |
| ------------------------ | ------------------------ | ------------------------ | ------------ | ------------ | ----------- | ----------- | ------ | ------ |
|                          | Carole Dubois,           | PCF-PS                   | 1 094        | 38,17        | 1 300       | 46,72       | 22     | 3      |
|                          | Christophe Flajollet     | SE                       | 774          | 27,00        | 937         | 33,68       | 5      | 1      |
|                          | Jean-Michel Bailleul     | RN-DVD                   | 626          | 21,84        | 545         | 19,59       | 2      | 0      |
|                          | Michel Rose              | SE                       | 372          | 5,96         |             |             | 0      | 0      |
|                          |                          |                          |              |              |             |             |        |        |
| Votes valides            | Votes valides            | Votes valides            | 2 866        | 96,76        |             |             |        |        |
| Votes blancs             | Votes blancs             | Votes blancs             | 25           | 0,84         |             |             |        |        |
| Votes nuls               | Votes nuls               | Votes nuls               | 71           | 2,40         |             |             |        |        |
| Total                    | Total                    | Total                    | 2 962        | 100          |             | 100         | 29     | 4      |
| Abstention               | Abstention               | Abstention               | 3 272        | 52,49        |             |             |        |        |
| Inscrits / participation | Inscrits / participation | Inscrits / participation | 6 234        | 47,51        |             |             |        |        |

#### Liste des maires
| Période        | Période                       | Identité                                   | Étiquette             | Qualité |
| -------------- | ----------------------------- | ------------------------------------------ | --------------------- | --- |
| 1804           | 1809                          | Emmanuel Fouler                            |                       | |
| 1809           | 1821                          | Louis Fouler                               |                       | |
| 1822           | 1836                          | Jacques Delaleau                           |                       | |
| 1836           | 1838                          | François Berode                            |                       | |
| 1801           | 1804                          | Jean François Joseph Cauvet de Blanchonval |                       | |
| 1842           | 1843                          | François Joseph Brongniard                 |                       | |
| 1844           | 1857                          | Alexandre Louis Bernard Joseph Hulleu      |                       | Notaire, conseiller d'arrondissement |
| 1858           | 1864                          | Alexis Joseph Arnould Bailly               |                       | |
| 1866           | 1866                          | Louis Vast                                 |                       | |
| 1866           | 1877                          | Benoît Joseph Boulinguer                   |                       | |
| 1878           | 1884                          | Paul Berode                                |                       | |
| 1884           | 1895                          | Ovide Omer Fanien                          |                       | Artisan commerçant |
| 1895           | 1919                          | Philogène Delelis                          |                       | |
| 1919           | 15 février 1944               | Alphonse Tellier                           |                       | Député du Pas-de-Calais (1928 → 1932 et 1936 → 1940) |
| 1944           | 1945                          | Jules Godfrin                              |                       | Employé à la sécurité sociale |
| 1945           | 1947                          | Germaine Duez                              |                       | Commerçante L'une des premières femmes maires de France et l'une des trois femmes élues du département du Pas-de-Calais en mai 1945 avec ses homologues de Saint-Omer et de Blendecques, |
| 1947           | 1958                          | Albert Duez                                | RPF                   | Commerçant artisan Médaille de la Résistance avec rosette |
| octobre 1958   | 1962                          | Oscar Loubry                               |                       | Docteur vétérinaire |
| 1962           | mars 1977                     | Jacques Vincent                            | SFIO puis PS puis UDF | Enseignant Conseiller général de Lillers (1967 → 1979) |
| mars 1977      | mars 1983                     | André Rosemberg                            | PCF                   | Typographe Conseiller général de Lillers (1979 → 1985) |
| mars 1983      | mars 1989                     | Lucien Andriès                             | PCF                   | Employé à la SNCF |
| mars 1989      | juin 1995                     | Claude Galametz                            | PS                    | Enseignant Député du Pas-de-Calais (9e circ.) (1988 → 1993) |
| 26 juin 1995   | 18 juin 2011                  | Lucien Andriès                             | PCF                   | Retraité de la SNCF Conseiller général de Lillers (2002 → 2015) Démissionnaire |
| 18 juin 2011   | 4 juillet 2020                | Pascal Barois                              | PCF                   | Cadre de La Poste Président de la CC Artois-Lys (2008 → 2014) Réélu pour le mandat 2014-2020,                                                                                            |
| 5 juillet 2020 | En cours (au 31 janvier 2023) | Carole Dubois                              | PCF                   | Fonctionnaire territoriale, Conseillère départementale de Lillers (2021 → ) Suppléante du député Bertrand Petit (2023 → 2024)                                                            |

### Jumelages
La commune est jumelée avec :
| Ville | Ville              | Pays | Pays      | Période     |
| ----- | ------------------ | ---- | --------- | ----------- |
|       | Fontaine-l'Évêque, |      | Belgique  | depuis 1968 |
|       | Marsberg           |      | Allemagne | depuis 1988 |

La cérémonie officielle du jumelage avec la commune allemande de Marsberg se déroula à Lillers en juin 1968, Jacques Vincent étant maire de Lillers et M. Ising bourgmestre de Marsberg, qui se nommait à l'époque Niedermarsberg. Les échanges entre les deux communes jumelées se font principalement par l'intermédiaire du comité des échanges internationaux du lillérois, ainsi que par les rencontres régulières entre les lycéens du lycée Anatole-France de Lillers et leurs homologues de Marsberg.

## Équipements et services publics
L'hôtel de ville, situé place Roger-Salengro, abrite le bureau et le secrétariat du maire, le bureau des adjoints, la direction générale des services, l'état civil ; les autres services administratifs, techniques, le centre social la Maison pour tous, le C.C.A.S.... occupent d'autres bâtiments communaux.
Lillers est également la ville siège de la communauté Artois-Lys, de l'office de tourisme du pays de la Lys romane, du conservatoire d'espaces naturels du Nord et du Pas-de-Calais et de la fédération des foyers ruraux du Nord-Pas-de-Calais.
Autres administrations ou services publics :
- Pôle emploi
- Centre des finances publiques : il regroupe la trésorerie municipale, le service des impôts des particuliers et celui des entreprises
- La Poste
- Agence locale de l'Assurance Maladie
- la SNCF: gare de Lillers
- la brigade de gendarmerie nationale
- une annexe du commissariat de police d'Auchel
- un centre de secours

Services départementaux :
- Maison du département solidarité (MDS) de l'Artois, site de Lillers.
- Médiathèque départementale du Pas-de-Calais, antenne de Lillers (territoires de l'Artois et de l'Audomarois)
- Centre d'exploitation routier

Par ailleurs, plusieurs permanences d'organismes administratifs, sociaux, juridiques se tiennent régulièrement en mairie ou au C.C.A.S.

### Enseignement
La commune est située dans l'académie de Lille et dépend, pour les vacances scolaires, de la zone B.
On dénombre treize établissements scolaires :
- quatre établissements publics du second degré : le lycée Anatole-France, le lycée professionnel Flora-Tristan, le collège Léo-Lagrange (qui accueille dans ses murs une SEGPA) et le collège René-Cassin ;
- trois écoles maternelles, trois écoles élémentaires et trois écoles primaires dont une privé[68].

### Justice, sécurité, secours et défense
La commune dépend du tribunal judiciaire de Béthune, du conseil de prud'hommes de Béthune, de la cour d'appel de Douai, du tribunal de commerce d'Arras, du tribunal administratif de Lille, de la cour administrative d'appel de Douai, du pôle nationalité du tribunal judiciaire de Béthune et du tribunal pour enfants de Béthune.

## Population et société

### Démographie
Les habitants sont appelés les Lillerois.

#### Évolution démographique
L'évolution du nombre d'habitants est connue à travers les recensements de la population effectués dans la commune depuis 1793. Pour les communes de plus de 10 000 habitants les recensements ont lieu chaque année à la suite d'une enquête par sondage auprès d'un échantillon d'adresses représentant 8 % de leurs logements, contrairement aux autres communes qui ont un recensement réel tous les cinq ans,.

En 2022, la commune comptait 10 200 habitants, en évolution de +1,41 % par rapport à 2016 (Pas-de-Calais : −0,72 %, France hors Mayotte : +2,11 %).
| 1793  | 1800  | 1806  | 1821  | 1831  | 1836  | 1841  | 1846  | 1851  |
| ----- | ----- | ----- | ----- | ----- | ----- | ----- | ----- | ----- |
| 4 111 | 4 109 | 4 154 | 4 460 | 4 621 | 4 724 | 4 879 | 5 171 | 5 422 |

| 1856  | 1861  | 1866  | 1872  | 1876  | 1881  | 1886  | 1891  | 1896  |
| ----- | ----- | ----- | ----- | ----- | ----- | ----- | ----- | ----- |
| 5 544 | 5 973 | 6 414 | 6 608 | 7 003 | 7 353 | 7 473 | 7 609 | 7 801 |

| 1901  | 1906  | 1911  | 1921  | 1926  | 1931  | 1936  | 1946  | 1954  |
| ----- | ----- | ----- | ----- | ----- | ----- | ----- | ----- | ----- |
| 7 747 | 7 993 | 8 260 | 8 826 | 8 507 | 8 364 | 8 314 | 8 557 | 8 629 |

| 1962  | 1968  | 1975  | 1982  | 1990  | 1999  | 2005  | 2006  | 2011   |
| ----- | ----- | ----- | ----- | ----- | ----- | ----- | ----- | ------ |
| 9 158 | 9 436 | 9 421 | 9 509 | 9 666 | 9 775 | 9 901 | 9 926 | 10 053 |

| 2016   | 2021  | 2022   | - | - | - | - | - | - |
| ------ | ----- | ------ | - | - | - | - | - | - |
| 10 058 | 9 988 | 10 200 | - | - | - | - | - | - |

#### Pyramide des âges
La population de la commune est relativement jeune.
En 2018, le taux de personnes d'un âge inférieur à 30 ans s'élève à 38,7 %, soit au-dessus de la moyenne départementale (36,7 %). À l'inverse, le taux de personnes d'âge supérieur à 60 ans est de 23,9 % la même année, alors qu'il est de 24,9 % au niveau départemental.
En 2018, la commune comptait 4 627 hommes pour 5 283 femmes, soit un taux de 53,31 % de femmes, légèrement supérieur au taux départemental (51,50 %).
Les pyramides des âges de la commune et du département s'établissent comme suit.
| Hommes | Classe d’âge | Femmes |
| ------ | ------------ | ------ |
| 0,2    | 90 ou +      | 1,4    |
| 5,7    | 75-89 ans    | 9,3    |
| 14,5   | 60-74 ans    | 16,3   |
| 19,2   | 45-59 ans    | 18,9   |
| 18,5   | 30-44 ans    | 18,2   |
| 20,9   | 15-29 ans    | 15,8   |
| 21,0   | 0-14 ans     | 20,0   |

| Hommes | Classe d’âge | Femmes |
| ------ | ------------ | ------ |
| 0,5    | 90 ou +      | 1,6    |
| 5,6    | 75-89 ans    | 8,9    |
| 16,7   | 60-74 ans    | 18,1   |
| 20,2   | 45-59 ans    | 19,2   |
| 18,9   | 30-44 ans    | 18,1   |
| 18,2   | 15-29 ans    | 16,2   |
| 19,9   | 0-14 ans     | 17,9   |

### Santé
Lillers dispose de nombreux services de santé, d'un établissement d'hébergement pour personnes âgées dépendantes (EHPAD), d'un centre Médico-Psychologique comprenant un secteur adultes et un secteur enfants, d'une maison d'Accueil Spécialisée (MAS) de la Croix rouge française et d'un centre vétérinaire.

### Sports et loisirs

#### Équipements
- Complexe sportif lillérois : rue du Château-de-Relingue
- Le complexe sportif est un bâtiment d’environ 1 500 m2, il comporte deux terrains de foot (un synthétique et un en herbe), deux salles avec des tatamis, un boulodrome intérieur et extérieur, de nombreux vestiaires ainsi que de petits locaux. Cependant, la salle de sport du COSEC se trouve juste au-dessus. L'idée de construire le complexe est venue dû aux manques de bâtiments pour pouvoir pratiquer d'autres sports. Après une longue réflexion, la construction débute en 2007 et se termine en 2010; inauguré le 4 septembre 2010. Ce projet aura coûté 5 millions d'euros. L'avantage du lieu est qu'il se trouve près de la sortie des autoroutes, ce qui permet aux équipes de s'y rendre plus facilement.
- Les activités praticables sont le judo, le karaté, le foot, le javelot et la pétanque. Ainsi, par semaine environ 1000 personnes se rendent au complexe ; 60 % sont des lillérois et 40 % viennent de l'extérieur, ce qui veut dire que le complexe attire beaucoup les gens. De plus, la journée les établissements scolaires y ont accès.
- Des idées ont été émises pour construire d'autres bâtiments, comme une piscine ou une aire de jeu, dans le futur.

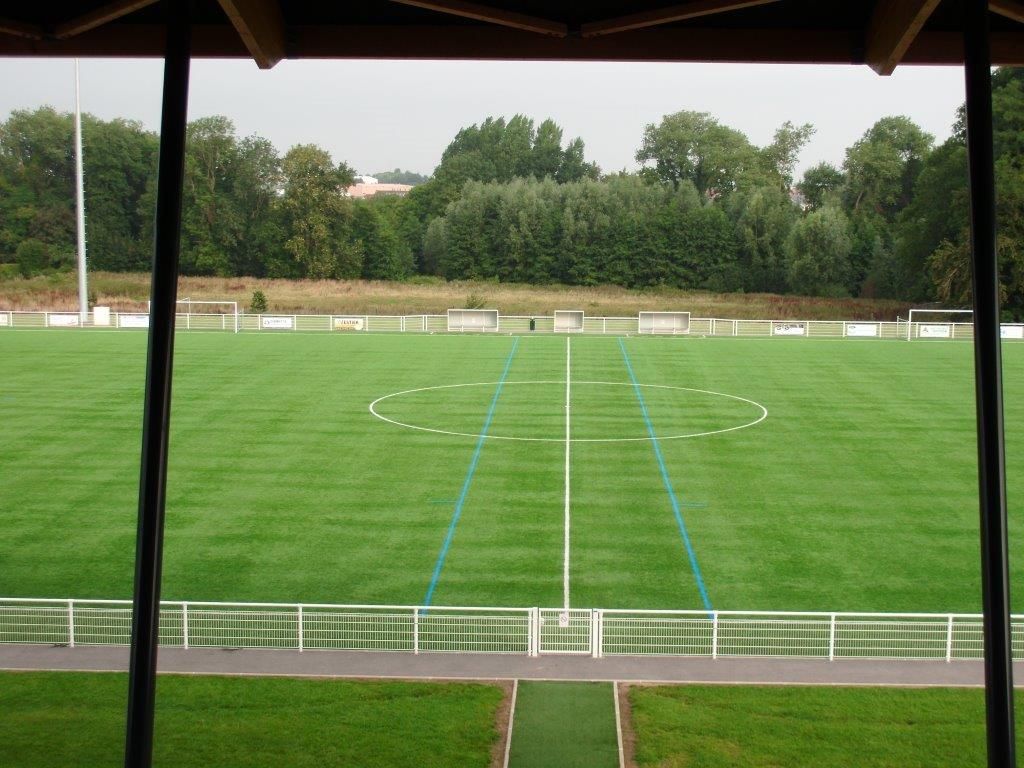
Terrain de football Lillers

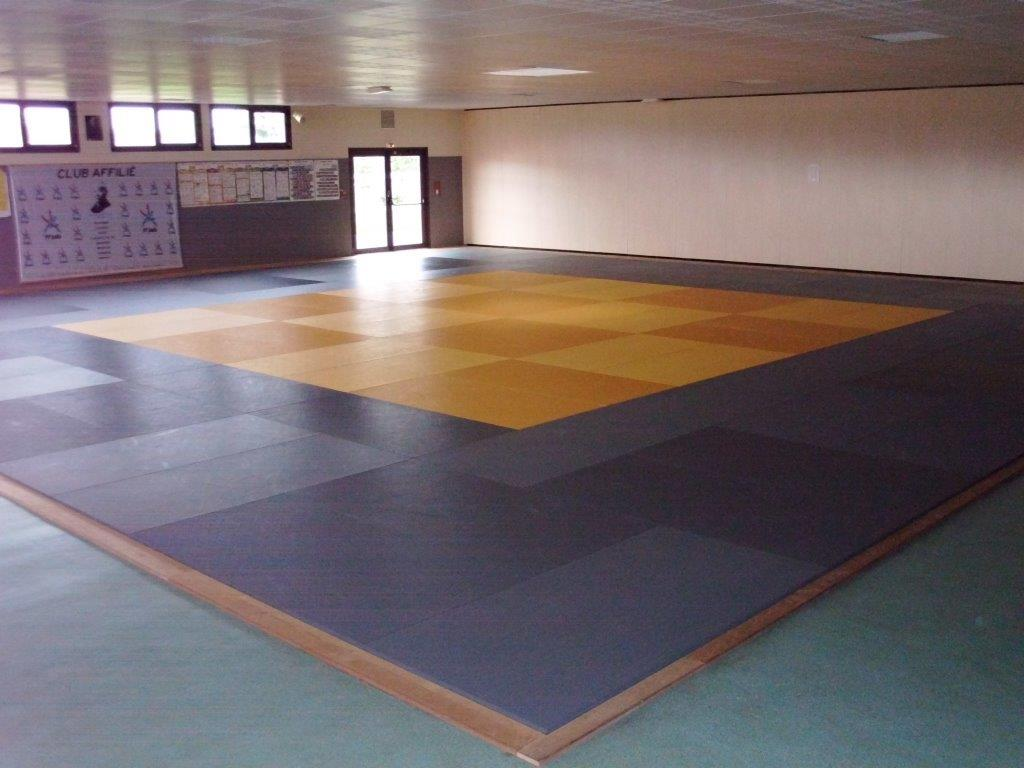
Salle avec tatamis

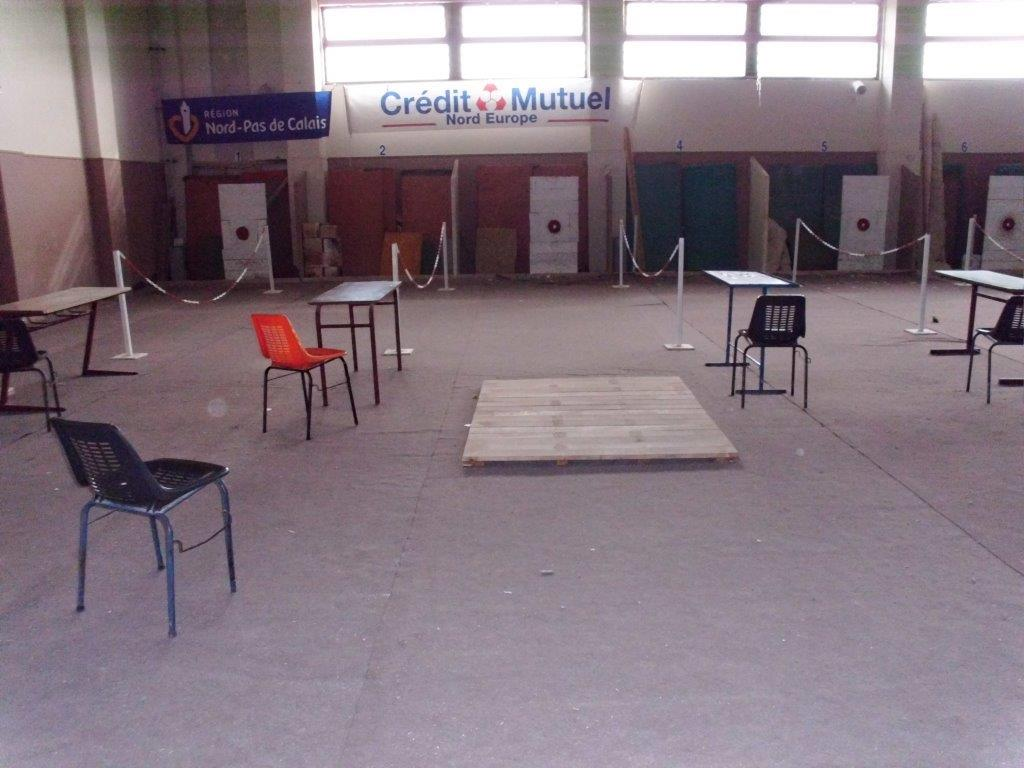
Salle javelot et pétanque

- COSEC (Complexe sportif évolutif couvert) : avenue du Général-de-Gaulle
- Piscine municipale : parc du Brûle
- Stade du Brûle
- Salles de sports des établissements d'enseignement secondaire de la ville
- Salles dédiées en centre-ville et dans les hameaux

#### Disciplines
L'offre proposée par les nombreuses associations sportives existantes est importante, tant en sports collectifs qu'en sports individuels: basket, football, volley-ball, cyclisme, natation, tennis, tennis de table, badminton, arts martiaux, pétanque, fléchettes, etc. ou encore en sports de détente ou d'entretien, gymnastique féminine et pour les petits, yoga...

#### Sports régionaux traditionnels
- La colombophilie est représentée par deux sociétés, l'Entente colombophile lilléroise à Lillers-centre et la société colombophile La Revanche, dans le hameau d'Hurionville.
- Le javelot tir sur cible compte également deux sociétés, La Plume lilléroise à Lillers-centre et la société Les Voltigeurs dans le hameau d'Hurionville.
- Le tir à l'arc à la perche verticale compte une société à Lillers, Les Archers de Saint-Sébastien, affiliée à l'Union des associations d'archers du Nord de la France.

## Économie
L'industrie de la chaussure a été très florissante à Lillers, fin du XIXe siècle et dans la première moitié du XXe siècle notamment. De cette activité, totalement disparue, ne subsiste qu'une Maison de la chaussure, créée dans les années 1990. L'industrie agro-alimentaire, contemporaine de celle de la chaussure, demeure présente aujourd'hui avec une importante sucrerie-distillerie, principale activité économique de la commune.

### Revenus de la population et fiscalité
En 2021, la commune compte 4 164 ménages fiscaux, regroupant 9 418 personnes.
Le revenu fiscal médian par ménage, le taux de pauvreté des ménages et la part des ménages fiscaux imposés de la commune, du département du Pas-de-Calais et de la métropole sont les suivants :
- le revenu fiscal médian par ménage de la commune est de 19 500 €, inférieur à celui du département du Pas-de-Calais (20 720 €) et inférieur à celui de la France métropolitaine (23 080 €)[Insee 6],[Insee 7],[Insee 8] ;
- le taux de pauvreté des ménages de la commune est de 21 %, de 18,4 % au niveau du département et de 14,9 % au niveau de la métropole[Insee 9],[Insee 10],[Insee 11] ;
- la part des ménages fiscaux imposés dans la commune est de 39 %, de 44,1 % au niveau du département et de 53,4 % au niveau de la métropole[Insee 6],[Insee 7],[Insee 8].

### Emploi
|                       | 2010   | 2015   | 2021   |
| --------------------- | ------ | ------ | ------ |
| Commune               | 18,2 % | 18,8 % | 19,0 % |
| Département           | 15,4 % | 17,7 % | 14,7 % |
| France métropolitaine | 11,6 % | 13,7 % | 11,7 % |

En 2021, la population âgée de 15 à 64 ans s'élève à 6 196 personnes, parmi lesquelles on compte 70,6 % d'actifs (57,2 % ayant un emploi et 13,4 % de chômeurs) et 29,4 % d'inactifs,. En 2021, le taux de chômage communal (au sens du recensement) des 15-64 ans est supérieur à celui du département et supérieur à celui de la France métropolitaine.
La commune fait partie du pôle principal de l'aire d'attraction d'Auchel - Lillers,. Elle compte 3 367 emplois en 2021, contre 3 343 en 2015 et 3 466 en 2010. Le nombre d'actifs ayant un emploi résidant dans la commune est de 3 589, soit un indicateur de concentration d'emploi de 93,8 et un taux d'activité parmi les 15 ans ou plus de 54,7 %.
Sur ces 3 589 actifs de 15 ans ou plus ayant un emploi, 990 travaillent dans la commune, soit 28 % des habitants. Pour se rendre au travail, 83,1 % des habitants utilisent une voiture, un camion ou une fourgonnette, 4,9 % les transports en commun, 8,5 % s'y rendent en deux-roues, à vélo ou à pied et 3,5 % n'ont pas besoin de transport (travail au domicile).

### Entreprises et commerces

#### Agriculture
La commune est dans le « Béthunois », une petite région agricole dans le département du Pas-de-Calais. En 2020, l'orientation technico-économique de l'agriculture  sur la commune est la polyculture et/ou le polyélevage. 
|               | 1988  | 2000  | 2010  | 2020  |
| ------------- | ----- | ----- | ----- | ----- |
| Exploitations | 55    | 37    | 19    | 20    |
| SAU (ha)      | 1 369 | 1 237 | 1 321 | 1 451 |

Le nombre d'exploitations agricoles en activité et ayant leur siège dans la commune est passé de 55 lors du recensement agricole de 1988  à 37 en 2000 puis à 19 en 2010 et enfin à 20 en 2020, soit une baisse de 64 % % en 32 ans. Le même mouvement est observé à l'échelle du département qui a perdu pendant cette période 65 % de ses exploitations (passant de 16 556 à 5 736),. La surface agricole utilisée sur la commune a quant à elle augmenté, passant de 1 369 ha en 1988 à 1 451 ha en 2020. Parallèlement la surface agricole utilisée moyenne par exploitation a augmenté, passant de 25 à 73 ha,.

#### Activités hors agriculture
529 établissements marchands non agricoles sont économiquement actifs en 2022 à Lillers,,.
| Secteur d'activité                                                                                        | Commune | Commune | Département |
| Secteur d'activité                                                                                        | Nombre  | %       | %           |
| --- | ------- | ------- | ----------- |
| Ensemble                                                                                                  | 529     | 100 %   | (100 %)     |
| Industrie manufacturière, industries extractives et autres                                                | 31      | 5,9 %   | (6,8 %)     |
| Construction                                                                                              | 52      | 9,8 %   | (10,6 %)    |
| Commerce de gros et de détail, transports, hébergement et restauration                                    | 164     | 31,0 %  | (29,3 %)    |
| Information et communication                                                                              | 7       | 1,3 %   | (1,9 %)     |
| Activités financières et d'assurance                                                                      | 36      | 6,8 %   | (5,0 %)     |
| Activités immobilières                                                                                    | 25      | 4,7 %   | (4,9 %)     |
| Activités spécialisées, scientifiques et techniques et activités de services administratifs et de soutien | 60      | 11,3 %  | (14,2 %)    |
| Administration publique, enseignement, santé humaine et action sociale                                    | 88      | 16,6 %  | (16,8 %)    |
| Autres activités de services                                                                              | 66      | 12,5 %  | (10,5 %)    |

Le secteur du commerce de gros et de détail, transports, hébergement et restauration est prépondérant sur la commune puisqu'il représente 31 % du nombre total d'établissements de la commune (164 sur les 529 entreprises implantées  à Lillers), contre 29,3 % au niveau départemental. Par ailleurs, le secteur des activités spécialisées, scientifiques et techniques et activités de services administratifs et de soutien avec 11,3 % du nombre total d'établissements de la commune est inférieur à celui du département (14,2 %).

## Culture locale et patrimoine

### Lieux et monuments

#### Monuments historiques
- L'église collégiale Saint-Omer (origines romanes) : classée aux monuments historiques par liste de 1875[81].
- La chapelle de la Miséricorde : inscrite aux monuments historiques par arrêté du jeudi 5 avril 1948[82].
- La maison sise au 44 place Roger-Salengro ; 2 rue de Relingue Façades et toitures (cad. AB 540) : inscrite aux monuments historiques par arrêté du 7 octobre 1988[83].
- La maison dite de l'Argentier sise au 2 rue du Maréchal-de-Lattre-de-Tassigny ; 3 rue de Relingue Façades et toitures (cad. AB 677, 859, 863) : inscrite aux monuments historiques par arrêté du 30 décembre 1976[84].

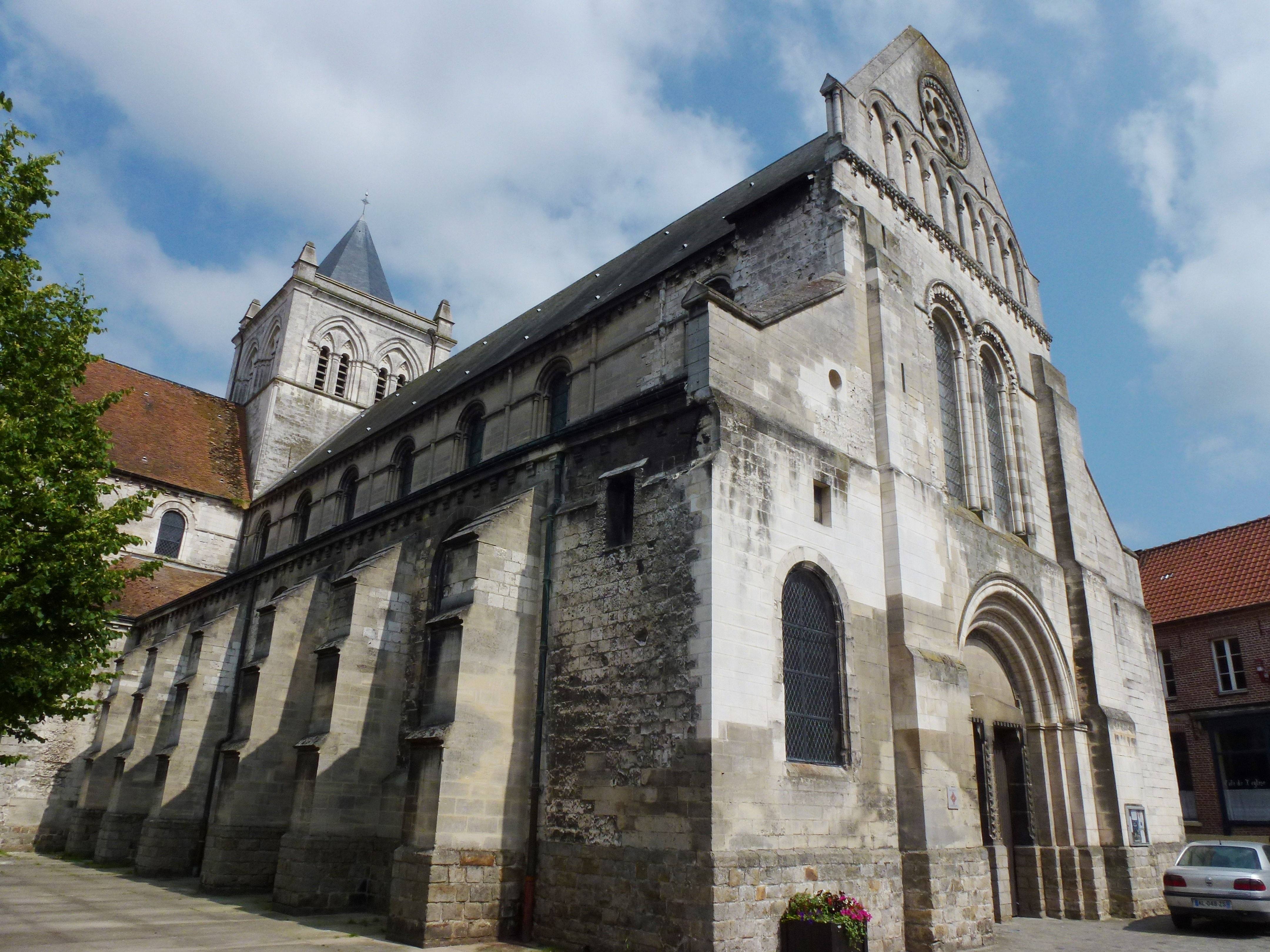
L'église collégiale Saint-Omer.
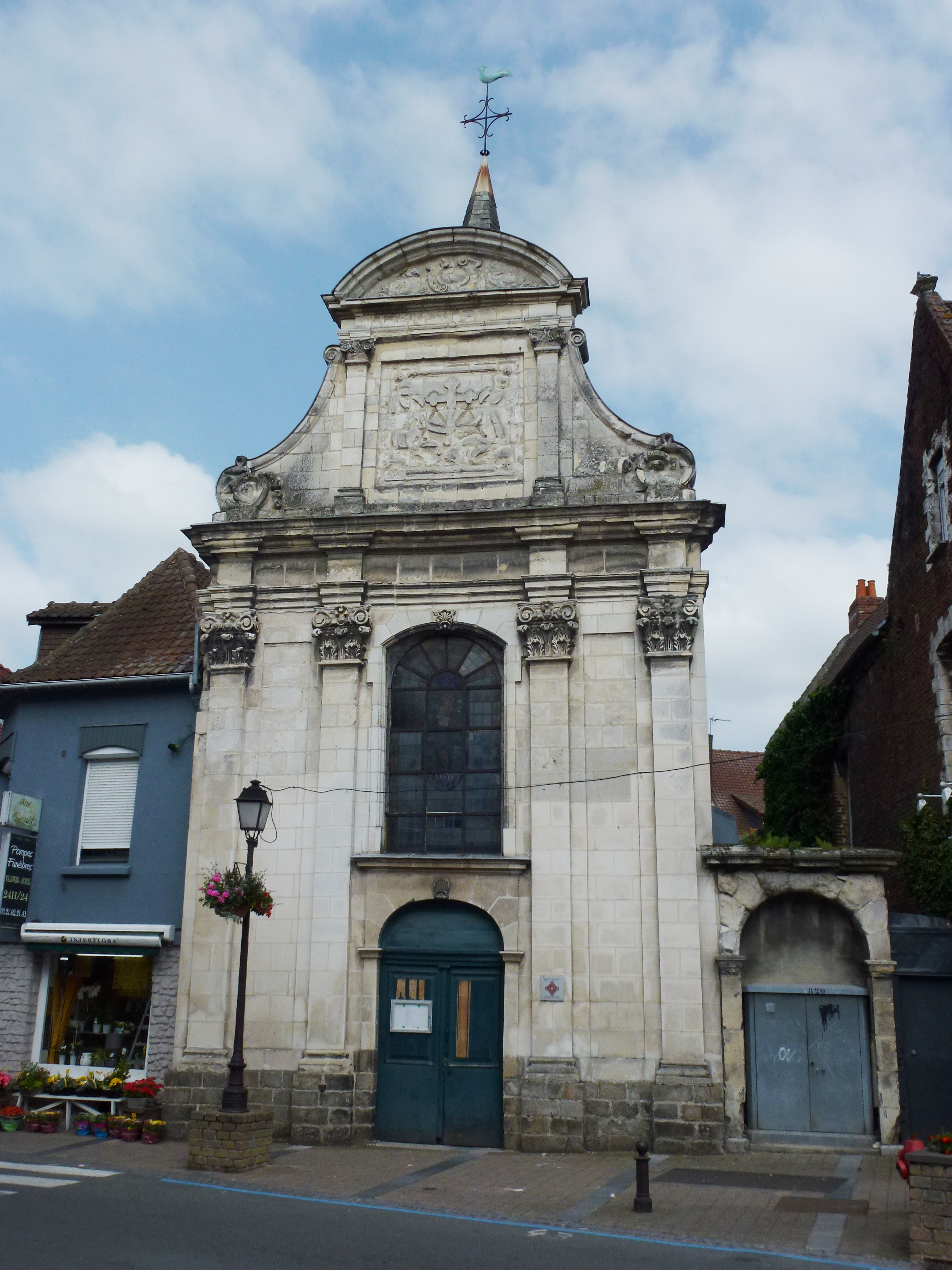
La chapelle de la Miséricorde.
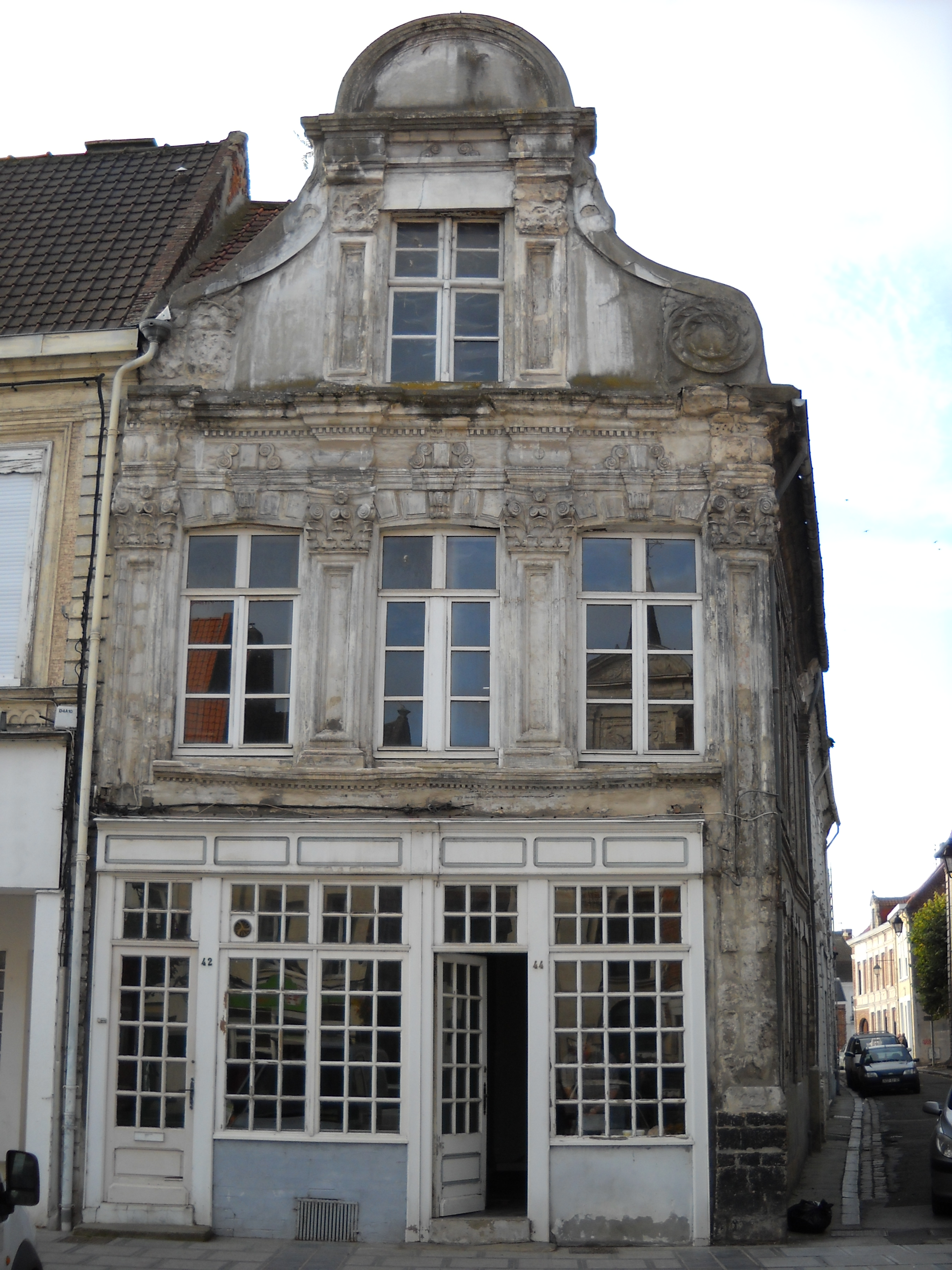
La maison.
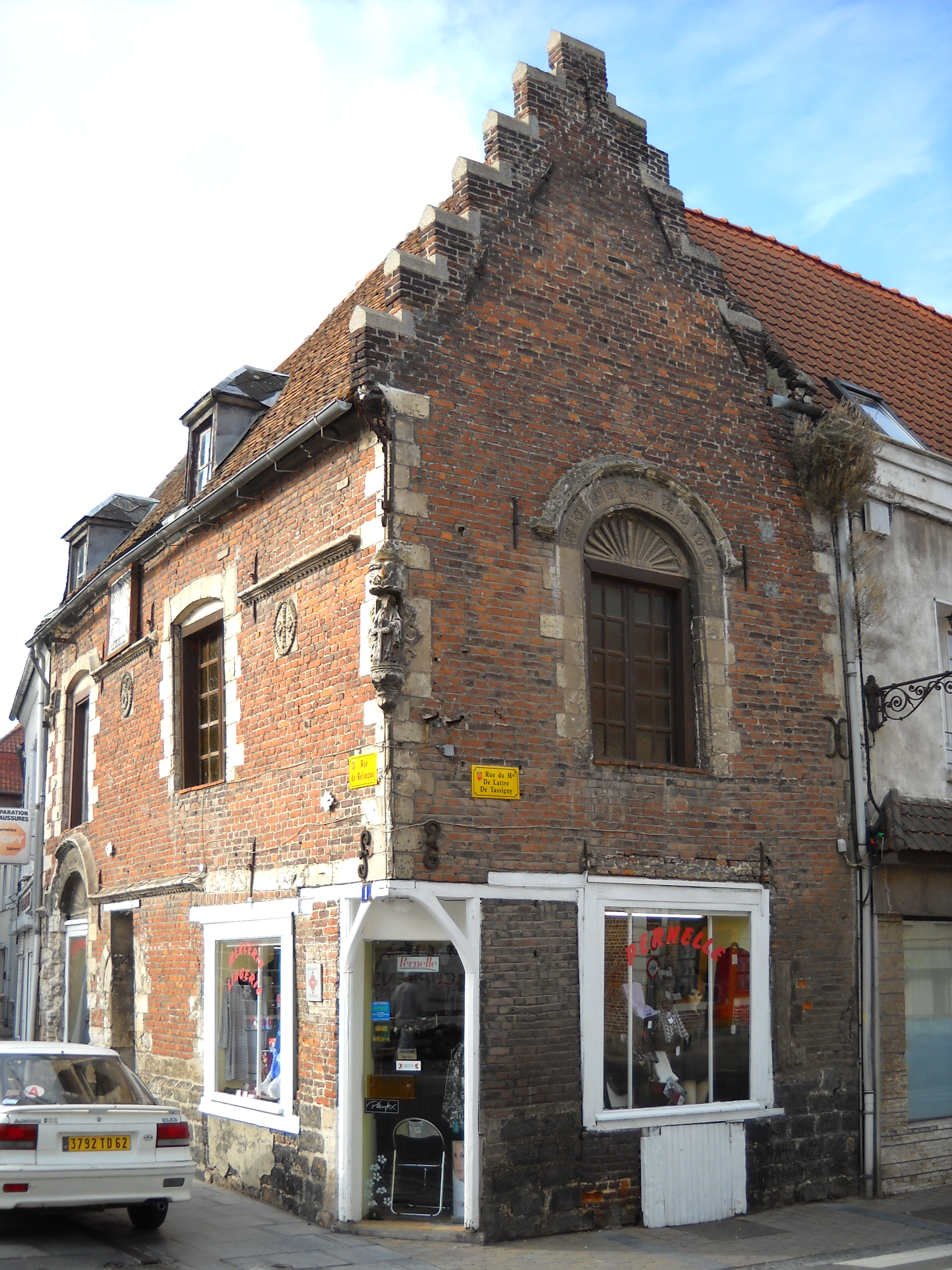
La maison de l'Argentier.

#### Autres lieux et monuments
- La ville comporte plusieurs squares et espaces verts, ainsi que deux cimetières, dont le Lillers Communal Cemetery and Extension.
- Les trois monuments aux morts[85].

Les deux bâtiments suivants sont répertoriés à l'inventaire général du patrimoine architectural en France (base Mérimée) : la brasserie-malterie Caboche Laversin et l'église paroissiale Notre-Dame-de-la-Paix.

### Patrimoine culturel

#### Structures municipales
- Atelier d'expression: initiation au théâtre, expression corporelle (à partir de 10 ans)
- École de musique
- Jardin musical : éveil musical (dès 3 ans)
- Médiathèque municipale "Louis-Aragon"
- Kiosque à musique

#### Structures associatives
- Café-musiques de l'Abattoir.
- Harmonie Fanien : société musicale fondée au XIXe siècle par la famille Fanien, propriétaire de la Manufacture de chaussures du même nom.
- Fanfare de Rieux : société musicale fondée en 1896 dans le hameau lilérois de Rieux.
- Foyer Laïque des Jeunes et d’Éducation Populaire : association regroupant de nombreuses sections culturelles, de loisirs et de détente (club Histoire, chant, philatélie, arts plastiques, loisirs créatifs, etc.).
- Galerie « César » du Lycée Anatole-France : arts plastiques, peinture.
- de nombreuses autres Associations de loisirs (Amicales, Clubs, Comités des Fêtes de quartiers ou de hameaux, Sociétés de chasse et de pêche) et Associations patriotiques (Comité de liaison des sociétés patriotiques, Médaillés Militaires, Le Souvenir français, Union des Anciens Combattants et Victimes de Guerre)  viennent compléter une offre très large.

#### Les géants
Trois géants représentent le patrimoine culturel immatériel de la ville: Ovide (1995), cordonnier, dont le prénom est lié à la famille Fanien, fondatrice de la Manufacture de chaussures qui fit la renommée de Lillers; Marie (1996), cressicultrice — les puits artésiens, nombreux à Lillers, ont favorisé la culture artisanale du cresson —, mariée à Ovide le 1er mai 1995, au cours de la fête des Lillériades; et Lilia (2000) — dont le nom évoque l'origine de celui de la commune —, fille d'Ovide et Marie.

### Personnalités liées à la commune
- Albert Louis Emmanuel de Fouler (1770-1831), militaire, né à Lillers. Son père, Emmanuel Fouler, fut maire de la ville.
- Achille Fanien (1827-1915), homme politique, député du Pas-de-Calais de 1881 à 1885 et de 1889 à 1902, né à Lillers.
- Henri Lefebvre (1867-1923), clarinettiste, concertiste, né à Lillers.
- Pierre Lefebvre (1898-1983), clarinettiste, concertiste, né à Lillers, neveu du précédent[88].
- Émilienne Moreau (1898-1971), résistante, l'une des six femmes à être faite Compagnon de la Libération, se marie le 13 janvier 1934 à Lillers avec Just Évrard (1898-1972), futur député du Pas-de-Calais.
- Louis Déprez (1921-1999), coureur cycliste, mort à Lillers.
- Jacques Dutailly (1954-), coureur cycliste, né à Lillers, vainqueur du Grand Prix de Lillers-Souvenir Bruno Comini en 1976 et en 1985.
- Henri Leconte (1963), joueur de tennis, né à Lillers.
- Lola Daviet (2010-2022), assassinée, inhumée à Lillers[89],[90].

### Héraldique
| Blason de Lillers | Blason  | De gueules à trois chevrons d'or. Ornements extérieursCroix de guerre 1914-1918 |
| Blason de Lillers | Détails | Le statut officiel du blason reste à déterminer.                                |

## Pour approfondir

#### Bases de données, dictionnaires et encyclopédies
- Ressources relatives à la géographie :   - Insee (communes)
  - Ldh/EHESS/Cassini
- Ressource relative à plusieurs domaines :   - Annuaire du service public français
- Ressource relative à la musique :   - MusicBrainz
- Notices d'autorité :   - VIAF
  - BnF (données)
  - LCCN
  - GND
  - Israël